# میک جگر
سِر مایکل فیلیپ جَگِر (انگلیسی: Sir Michael Philip Jagger؛ زادهٔ ۲۶ ژوئیهٔ ۱۹۴۳) خواننده، ترانه‌نویس و بازیگر انگلستانی است. او به‌عنوان خوانندهٔ اصلی و یکی از بنیانگذاران گروه موسیقی رولینگ استونز به شهرت بین‌المللی دست یافته‌است. مشارکت او در ترانه‌نویسی با کیت ریچاردز یکی از موفق‌ترین همکاری‌های تاریخ است. جگر بیش از شش دهه به‌صورت حرفه‌ای فعالیت دارد و او را «یکی از محبوب‌ترین و تاثیرگذارترین پیشروهای تاریخ راک اند رول» توصیف کرده‌اند. صدای متمایز و اجراهای زندهٔ پرانرژی او، همراه با سبک گیتارنوازی کیت ریچاردز، نشان بارزی از رولینگ استونز در طول فعالیتشان بوده‌است. جگر به‌خاطر گرفتاری‌های عاشقانه‌اش با بدنامی در میان مطبوعات مواجه شد و اغلب یک شخصیت پادفرهنگی وصف می‌شد.
جگر در دارتفورد، کنت به دنیا آمد و بزرگ شد. او قبل از رها کردن تحصیل و پیوستن به رولینگ استونز در مدرسهٔ اقتصاد لندن به تحصیل پرداخت. جگر بیشتر ترانه‌های رولینگ استونز را به همراه ریچاردز نوشته و آن‌ها همچنان به همکاری در زمینهٔ موسیقی ادامه می‌دهند. در اواخر دهه ۱۹۶۰، جگر در فیلم‌های نمایش (۱۹۷۰) و ند کلی (۱۹۷۰) ایفای نقش کرد که با نقدهای ضد و نقیضی روبرو شد. او در سال ۱۹۸۵ فعالیت انفرادی خود را آغاز کرد و اولین آلبوم خود با نام شیز د باس را منتشر کرد و در سال ۲۰۰۹ به ابرگروه الکتریک سوپرهوی پیوست. روابط او با اعضای استونز، به ویژه ریچاردز، در طول دههٔ ۱۹۸۰ بدتر شد اما جگر همیشه با گروه موفقیت بیشتری نسبت به پروژه‌های انفرادی خود کسب کرده‌است. جگر یک بار ازدواج کرده و طلاق گرفته و چندین رابطهٔ دیگر داشته‌است که حاصل آن هشت فرزند از پنج زن است.
در سال ۱۹۸۹، جگر به تالار مشاهیر راک اند رول و در سال ۲۰۰۴ به همراه گروه رولینگ استونز به تالار مشاهیر موسیقی بریتانیا راه یافت. به‌عنوان یکی از اعضای رولینگ استونز و به‌عنوان یک هنرمند انفرادی، ۱۳ تک‌آهنگ او به شمارهٔ یک جدول تک‌آهنگ‌های بریتانیا و ایالات متحده رسیده‌اند و ۳۲ تک‌آهنگ او در جایگاه ده رتبهٔ برتر این جدول‌ها قرار گرفته‌است. او در سال ۲۰۰۳ به دلیل خدماتش در موسیقی عامه‌پسند لقب شوالیه را دریافت کرد.